# Ofir
Ofir är enligt uppgifter i Bibelns gamla testamente namnet på ett svåridentifierat land dit kung Salomo och  senare även Josafat sände skepp och varifrån de hämtade värdefulla varor. Särskilt syns "guld från Ofir" ha varit mycket eftersökt. Bland annat i Första Kungaboken står det: ”När Hirams flotta hämtade guld från Ofir hemförde den också stora mängder almugträ (sandelträ) samt ädla stenar.” Ofirs läge har man länge förgäves försökt identifiera och man har sökt i Indien, Afrika och södra Arabiska halvön.